# Acacia alcockii
Acacia alcockii é uma espécie de leguminosa do gênero Acacia, pertencente à família Fabaceae.